# Perilampus aeneus
Perilampus aeneus is een vliesvleugelig insect uit de familie Perilampidae. De wetenschappelijke naam is voor het eerst geldig gepubliceerd in 1790 door Rossius.